# Copa de las Naciones UCI sub-23 2018
La Copa de las Naciones UCI sub-23 2018 fue la duodécima edición del calendario ciclístico creado por la Unión Ciclista Internacional para corredores menores de 23 años.
El calendario estuvo compuesto por seis carreras.

## Resultados
| Fecha                    | País            | Carrera                  | Categoría | Vencedor         | Equipo                 |
| ------------------------ | --------------- | ------------------------ | --------- | ---------------- | ---------------------- |
| 31 de enero-4 de febrero | Camerún         | Tour de l'Espoir         | 2.Ncup    | Joseph Areruya   | Selección de Ruanda    |
| 25 de marzo              | Bélgica         | Gante-Wevelgem sub-23    | 1.Ncup    | Žiga Jerman      | Selección de Eslovenia |
| 7 de abril               | Bélgica         | Tour de Flandes sub-23   | 1.Ncup    | James Whelan     | Selección de Australia |
| 14 de abril              | Países Bajos    | ZLM Tour                 | 1.Ncup    | Matteo Moschetti | Selección de Italia    |
| 31 de mayo-3 de junio    | República Checa | Carrera de la Paz sub-23 | 2.Ncup    | Tadej Pogačar    | Selección de Eslovenia |
| 17-26 de agosto          | Francia         | Tour del Porvenir        | 2.Ncup    | Tadej Pogačar    | Selección de Eslovenia |

## Clasificaciones finales
| Pos. | País        | Puntos |
| ---- | ----------- | ------ |
| 1.º  | Eslovenia   | 105    |
| 2.º  | Francia     | 84     |
| 3.º  | Italia      | 76     |
| 4.º  | Suiza       | 76     |
| 5.º  | Alemania    | 52     |
| 6.º  | Dinamarca   | 51     |
| 7.º  | Noruega     | 43     |
| 8.º  | Reino Unido | 41     |
| 9.º  | España      | 39     |
| 10.º | Bélgica     | 38     |